# Embalse de Orellana
El embalse de Orellana es un embalse sobre el río Guadiana en la provincia de Badajoz (España). Es el más grande de los situados en el tramo medio del río, está regulado por los de García de Sola y Cíjara y por el transvase del Zújar y La Serena. Fue construido dentro de las actuaciones del Plan Badajoz, donde se construyeron varios embalses en la zona con el objetivo de suministrar agua a los regadíos de la provincia de Badajoz.
La superficie del embalse es de 5084 ha, incluidas en los términos municipales de Orellana la Vieja, Orellana de la Sierra, Acedera, Navalvillar de Pela, Casas de Don Pedro, Talarrubias, Puebla de Alcocer, Esparragosa de Lares y Campanario.

## Costa Dulce

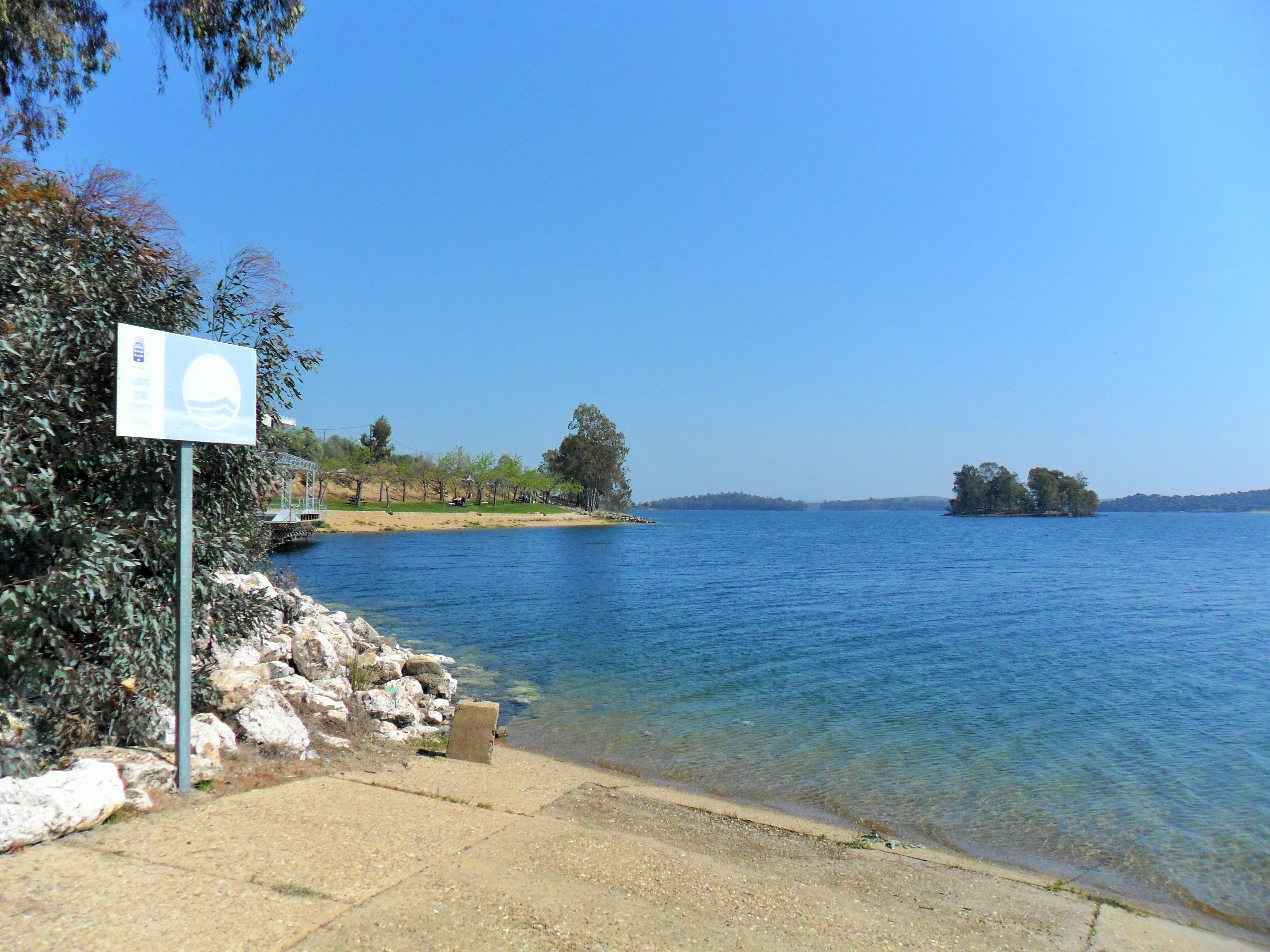
Playa Costa Dulce de Orellana

La zona tiene infraestructura para la práctica de deportes acuáticos, y para el baño, recibiendo, por este motivo, el nombre de "Costa Dulce". El día 2 de junio de 2010, le fue otorgada a la playa que posee en las inmediaciones del embalse, "Playa Costa Dulce de Orellana" (en Orellana la Vieja), la insignia de la Bandera Azul, por sus instalaciones, accesos y calidad del agua, siendo ésta compromiso de mejora de las instalaciones y servicios de la misma. Se convierte, así, en la primera playa de interior con esta bandera en España.

## Entorno natural
Junto con las lagunas de la Albuera son las únicas zonas húmedas de Extremadura que pertenecen a la lista de humedales de importancia internacional establecidos en el Convenio de Ramsar, junto otros lugares tan renombrados como las Tablas de Daimiel, Doñana o el delta del Ebro.
En 1989, esta zona se clasifica como Zona de Especial Protección para las Aves (ZEPA). En 1998, se incluye dentro de la Red Natura 2000 con la figura de Zona de Especial Conservación. Se pueden observar ejemplares de buitre leonado, águila real, aguilucho pálido, aguilucho cenizo, cigüeña negra y, además, existen animales de otros grupos como nutria, tejón y sapo corredor.